# 1966-os Eurovíziós Dalfesztivál
Az 1966-os Eurovíziós Dalfesztivál volt a tizenegyedik Eurovíziós Dalfesztivál, melynek Luxemburg fővárosa, Luxembourg adott otthont. A helyszín a luxembourgi Villa Louvigny volt.

## A résztvevők
A verseny mezőnye változatlan maradt az előző évihez képest, így ismét 18 dal versenyzett.
Először vett részt színes bőrű énekes a versenyen, a Hollandiát képviselő Milly Scott személyében.
Az osztrák Udo Jürgens és az olasz Domenico Modugno egyaránt harmadszor vett részt a versenyen. Előbbi első, utóbbi utolsó helyen végzett ebben az évben.
Először fordult elő, hogy a dalverseny két későbbi műsorvezetője is szerepelt ebben az évben: a norvég énekesnő, Åse Kleveland 20 évvel később az 1986-os Eurovíziós Dalfesztivál műsorvezetője volt, a svéd énekesnő, Lill Lindfors pedig az 1985-ös Eurovíziós Dalfesztiválon látta el ugyanezt a feladatot.

## A verseny
Ekkor vezették be azt a szabályt, mely szerint mindegyik résztvevőnek a saját országának egyik hivatalos nyelvén kell énekelnie.
A norvég énekes volt az első nő, aki szakítva a hagyományokkal nem elegáns ruhában, hanem nadrágban adta elő dalát. Ezzel szemben az Egyesült Királyságot képviselő Kenneth McKellar nagy feltűnést keltett azzal, hogy skót gyökerei előtt tisztelegve hagyományos skót szoknyát viselve adta elő a dalát. Az elért kilencedik helyezése 1978-ig a britek legrosszabb eredménye volt. Érdekesség, hogy egészen 2014-ig ez volt az egyetlen alkalom, hogy az Egyesült Királyság indulója lépett utolsóként színpadra.
A főpróba során az olasz énekes, Domenico Modugno elégedetlen volt a zenekarral, és mérgesen elhagyta a színpadot. Sokáig kétséges volt, hogy egyáltalán fellép-e, de végül előadta dalát.
A versenyt Magyarországon élőben közvetítette a Magyar Televízió.

## A szavazás
A szavazás nem változott az 1964-es versenyen bevezetett rendszerhez képest. Az egyes országok 10-10 zsűritaggal rendelkeztek, akik tetszőlegesen osztottak szét három pontot a dalok között. Ezután összeadták a pontokat, és az összesített lista első három helyezettje kapott 5, 3 és 1 pontot. Amennyiben csak egy dalra szavazott az összes zsűritag, akkor az 9 pontot kapott, ha csak kettőre, akkor azok 6 és 3 pontot kaptak.
A szavazás a fellépési sorrendnek megfelelően zajlott: Németország volt az első szavazó, és az Egyesült Királyság az utolsó. A szavazás során három ország váltotta egymást az élen: az első szavazó után Belgium állt az élre, majd a belga pontok után három dal – a belga, a svéd és az osztrák – holtversenyben állt az élen. Ezt követően Ausztria állt az élre, majd előnyét végig őrizve zárt az élen, és még az is belefért, hogy az utolsó három szavazó mindegyikétől nulla pontot kapott. Összesen nyolc zsűri nem tartotta pontra érdemesnek a győztes dalt: ezek a német, a dán, a norvég, a finn, a svéd, a holland, az ír és a brit zsűri voltak. Emellett négy zsűritől gyűjtötte be a maximális öt pontot.
A szavazás során a luxemburgi közönség többször is kifejezte nemtetszését, amiért néhány zsűri egyértelműen a szomszédos országokra szavazott. Például a norvég zsűri mindhárom pontját a másik három skandináv országnak adta, illetve Svédország úgy végzett a második helyen, hogy tizenhat pontjából tizenötöt a szomszédos Dániától, Finnországtól és Norvégiától kapott. A füttyszó hamar nevetésbe váltott, amint a többi ország is hasonlóan szavazott: Spanyolország és Portugália egymásnak adta a maximális öt pontot, Hollandia Belgiumnak, Franciaország egyetlen pontját Monacótól kapta, majd amikor az ír zsűri az Egyesült Királyságnak adott öt pontot, már az ír szóvivő és a műsorvezetőnő is elnevette magát. Egyértelművé vált, hogy a megnövekedett létszám mellett már nem praktikus, hogy az egyes zsűrik csak három dalt értékelhettek, így a következő évben megváltoztatták a szavazási rendszert.
Monaco és Olaszország dala pont nélkül zárta a versenyt. Mindkét ország először kapott nulla pontot. Rajtuk kívül az előző években rendre sikeres Egyesült Királyság és Franciaország is addigi legrosszabb helyezésével zárt. Az eredménylista másik végén Ausztria, Svédország, Norvégia és a holtversenyben negyedik Belgium és Írország mind addigi legjobb eredményét érte el.
Ausztria első és egészen 2014-ig egyetlen győzelmét aratta. A Merci Chérie című győztes dal előadása előtt Udo Jürgens egy szójátékkal – „Merci jury”, azaz „Köszönöm, zsűri” – köszönte meg a bizalmat.

## Eredmények
| #  | Ország             | Nyelv    | Előadó                            | Dal                             | Magyar fordítás                | Helyezés | Pontszám |
| -- | ------------------ | -------- | --------------------------------- | ------------------------------- | ------------------------------ | -------- | -------- |
| 01 | Németország        | német    | Margot Eskens                     | Die Zeiger der Uhr              | Az óra mutatói                 | 10.      | 7        |
| 02 | Dánia              | dán      | Ulla Pia                          | Stop – mens legen er go’        | Állj meg, amíg jó az út        | 14.      | 4        |
| 03 | Belgium            | francia  | Tonia                             | Un peu de poivre, un peu de sel | Egy csipet bors, egy csipet só | 4.       | 14       |
| 04 | Luxemburg          | francia  | Michèle Torr                      | Ce soir je t’attendais          | Ma este vártalak               | 10.      | 7        |
| 05 | Jugoszlávia        | szlovén  | Berta Ambrož                      | Brez besed                      | Szavak nélkül                  | 7.       | 9        |
| 06 | Norvégia           | norvég   | Åse Kleveland                     | Intet er nytt under solen       | Nincs új a nap alatt           | 3.       | 15       |
| 07 | Finnország         | finn     | Ann Christine                     | Playboy                         | —                              | 10.      | 7        |
| 08 | Portugália         | portugál | Madalena Iglesias                 | Ele e ela                       | Ő és ő                         | 13.      | 6        |
| 09 | Ausztria           | német[a] | Udo Jürgens                       | Merci, Chérie                   | Köszönöm drágám                | 1.       | 31       |
| 10 | Svédország         | svéd     | Lill Lindfors és Svante Thuresson | Nygammal vals                   | Régi-új keringő                | 2.       | 16       |
| 11 | Spanyolország      | spanyol  | Raphael                           | Yo soy aquél                    | Én vagyok az                   | 7.       | 9        |
| 12 | Svájc              | francia  | Madeleine Pascal                  | Ne vois-tu pas?                 | Nem látod?                     | 6.       | 12       |
| 13 | Monaco             | francia  | Tereza                            | Bien plus fort                  | Még erősebben                  | 17.      | 0        |
| 14 | Olaszország        | olasz    | Domenico Modugno                  | Dio, come ti amo                | Istenem, mennyire szeretlek    | 17.      | 0        |
| 15 | Franciaország      | francia  | Dominique Walter                  | Chez nous                       | Nálunk                         | 16.      | 1        |
| 16 | Hollandia          | holland  | Milly Scott                       | Fernando en Filippo             | Ferdinánd és Fülöp             | 15.      | 2        |
| 17 | Írország           | angol    | Dickie Rock                       | Come Back to Stay               | Gyere vissza, hogy maradj      | 4.       | 14       |
| 18 | Egyesült Királyság | angol    | Kenneth McKellar                  | A Man Without Love              | Egy férfi szerelem nélkül      | 9.       | 8        |

1.↑ a: A dal tartalmazott egy-egy kifejezést francia nyelven is.

## Térkép

Részt vevő országok

## Ponttáblázat
|                    | Zsűrik      | Zsűrik | Zsűrik  | Zsűrik    | Zsűrik      | Zsűrik   | Zsűrik     | Zsűrik     | Zsűrik   | Zsűrik     | Zsűrik        | Zsűrik | Zsűrik | Zsűrik      | Zsűrik        | Zsűrik    | Zsűrik   | Zsűrik             | Zsűrik |
| Össz               | Németország | Dánia  | Belgium | Luxemburg | Jugoszlávia | Norvégia | Finnország | Portugália | Ausztria | Svédország | Spanyolország | Svájc  | Monaco | Olaszország | Franciaország | Hollandia | Írország | Egyesült Királyság |        |
| ------------------ | ----------- | ------ | ------- | --------- | ----------- | -------- | ---------- | ---------- | -------- | ---------- | ------------- | ------ | ------ | ----------- | ------------- | --------- | -------- | ------------------ | ------ |
| Németország        | 7           |        |         | 1         |             |          |            |            |          |            |               |        | 5      |             | 1             |           |          |                    |        |
| Dánia              | 4           |        |         |           |             |          | 1          | 3          |          |            |               |        |        |             |               |           |          |                    |        |
| Belgium            | 14          | 5      |         |           |             |          |            |            | 3        |            | 1             |        |        |             |               |           | 5        |                    |        |
| Luxemburg          | 7           |        |         |           |             |          |            |            |          | 1          | 5             |        |        |             |               | 1         |          |                    |        |
| Jugoszlávia        | 9           | 3      |         |           |             |          |            | 1          |          |            |               |        |        |             |               |           |          |                    | 5      |
| Norvégia           | 15          | 1      |         |           |             |          |            |            |          | 3          | 3             | 3      |        |             | 5             |           |          |                    |        |
| Finnország         | 7           |        | 3       |           |             |          | 3          |            |          |            |               |        |        |             |               |           | 1        |                    |        |
| Portugália         | 6           |        | 1       |           |             |          |            |            |          |            |               | 5      |        |             |               |           |          |                    |        |
| Ausztria           | 31          |        |         | 5         | 5           | 5        |            |            | 1        |            |               | 1      | 3      | 5           | 3             | 3         |          |                    |        |
| Svédország         | 16          |        | 5       |           |             |          | 5          | 5          |          |            |               |        | 1      |             |               |           |          |                    |        |
| Spanyolország      | 9           |        |         |           |             | 1        |            |            | 5        |            |               |        |        |             |               |           |          |                    | 3      |
| Svájc              | 12          |        |         |           | 1           |          |            |            |          | 5          |               |        |        | 3           |               |           |          | 3                  |        |
| Monaco             | 0           |        |         |           |             |          |            |            |          |            |               |        |        |             |               |           |          |                    |        |
| Olaszország        | 0           |        |         |           |             |          |            |            |          |            |               |        |        |             |               |           |          |                    |        |
| Franciaország      | 1           |        |         |           |             |          |            |            |          |            |               |        |        | 1           |               |           |          |                    |        |
| Hollandia          | 2           |        |         |           |             |          |            |            |          |            |               |        |        |             |               |           |          | 1                  | 1      |
| Írország           | 14          |        |         | 3         |             | 3        |            |            |          |            |               |        |        |             |               | 5         | 3        |                    |        |
| Egyesült Királyság | 8           |        |         |           | 3           |          |            |            |          |            |               |        |        |             |               |           |          | 5                  |        |

## Visszatérő előadók
| Előadó           | Ország      | Előző év(ek) |
| ---------------- | ----------- | ------------ |
| Udo Jürgens      | Ausztria    | 1964, 1965   |
| Domenico Modugno | Olaszország | 1958, 1959   |